# Altes Rathaus (Geisenfeld)

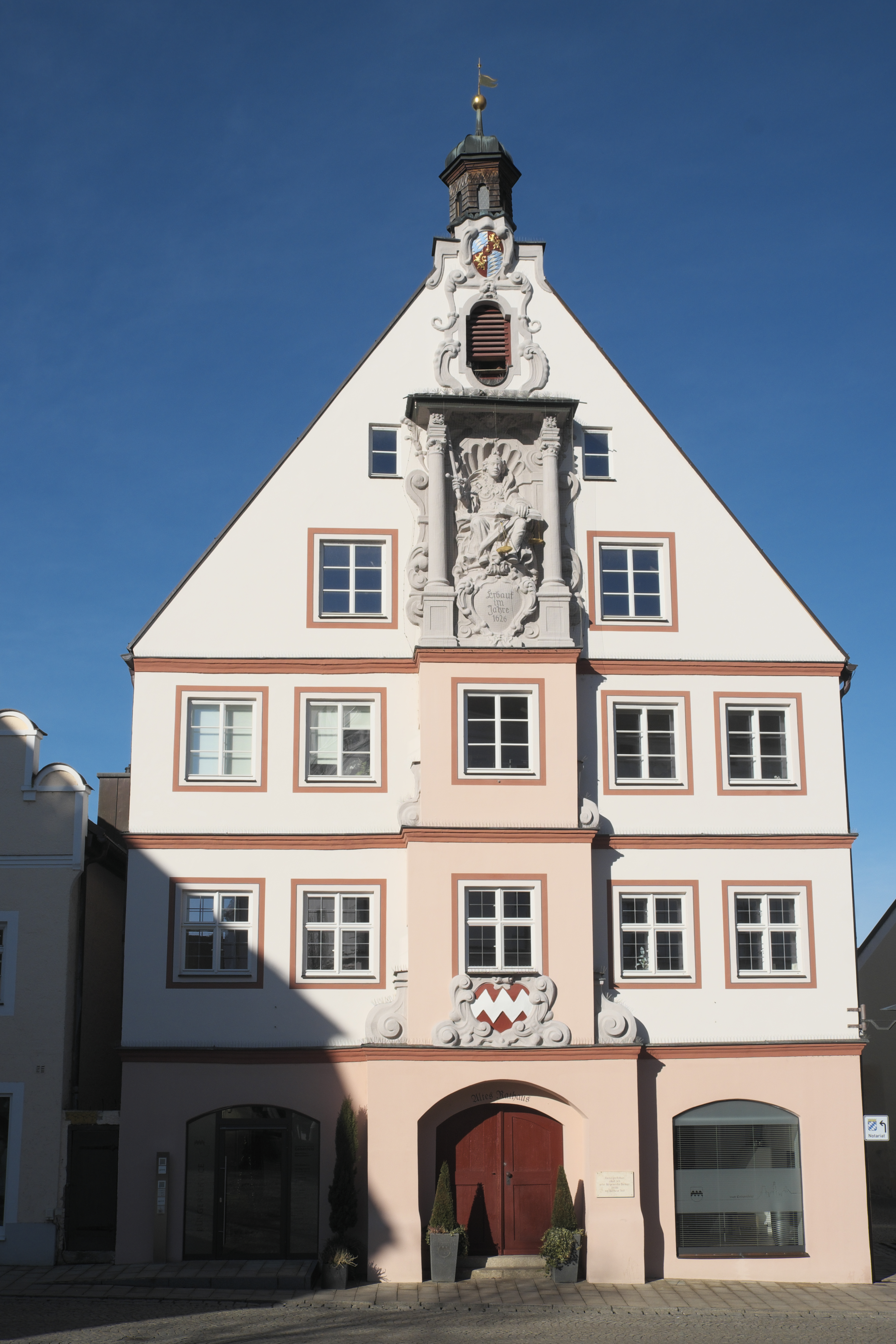
Altes Rathaus in Geisenfeld

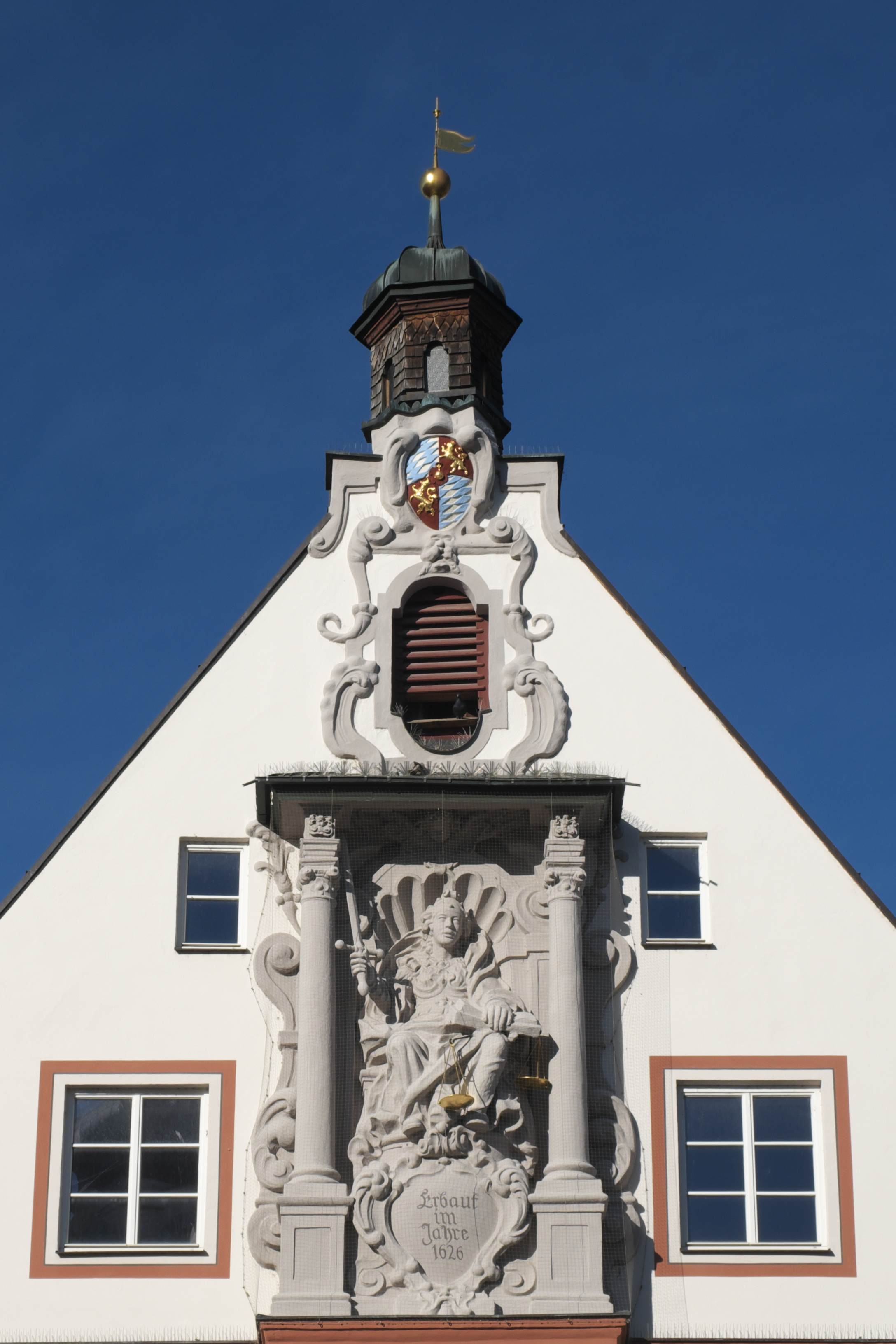
Säulenädikula mit Stuckfigur der Justitia

Das Alte Rathaus in Geisenfeld, einer Stadt im oberbayerischen Landkreis Pfaffenhofen an der Ilm ist ein geschütztes Baudenkmal.

## Geschichte
Das Rathaus wurde 1626 im Stil des Barocks errichtet. Das Gebäude dürfte als Vorbild für das 1878 erbaute Rathaus in Wolnzach gedient haben.
Ab 1982 wurde das Rathaus zu einem Museum umgebaut und beherbergte von 1985 bis 2012 das Hallertauer Hopfen- und Heimatmuseum. In den Jahren 2015/16 wurde das es mit einem Aufwand von über vier Millionen Euro umfassend renoviert und wird seitdem wieder von der Stadtverwaltung genutzt.

## Beschreibung
Der dreigeschossige, giebelständige Steilsatteldachbau mit Dachreiter besitzt einen Mittelerker mit aufgesetzter Säulenädikula mit Stuckfigur der thronenden Justitia, die der im Ort ansässige Künstler Balthasar Scholl schuf. Über dem Portal ist das von Knorpelwerk gerahmte Wappen der Stadt angebracht. An der Giebelspitze ist das herzoglich-bayerische Wappen zu sehen.
Der Ratssaal im ersten Obergeschoss besitzt eine Stuckdecke der Erbauungszeit mit figürlichen Motiven: Engelsköpfe und Fruchtgebinde gruppiert um eine Maske.